# فومیو کوروکاوا
|مرگ =  ۱۰ آوریل ۲۰۲۴ (۹۱ سال)
فومیو کوروکاوا (ژاپنی: 黒川 文男؛ زادهٔ ۲۰ اکتبر ۱۹۳۲) یک کارگردان تلویزیونی، اَنیماتور، و کارگردان فیلم اهل ژاپن بود.
از فیلم‌ها یا مجموعه‌های تلویزیونی که وی در آن‌ها نقش داشته‌است می‌توان به زنان کوچک، داستان پلیانا دختر عشق، سارا کرو، بچه‌های آلپ، بچه‌های مدرسه والت، خانواده دکتر ارنست، دور دنیا در هشتاد روز، بچه‌های کوه تاراک و ماجراهای سندبادو بنل سنجاب کوچولو اشاره نمود.